# Skogskyrkogården (tunnelbanestation)
Skogskyrkogården är en station i Stockholms tunnelbana på T-bana 1 (gröna linjen) mellan Sandsborg och Tallkrogen. Stationen ligger i stadsdelen Gamla Enskede i Söderort inom Stockholms kommun, omkring fem kilometer från station Slussen. Den är belägen i anslutning till begravningsplatsen Skogskyrkogården.

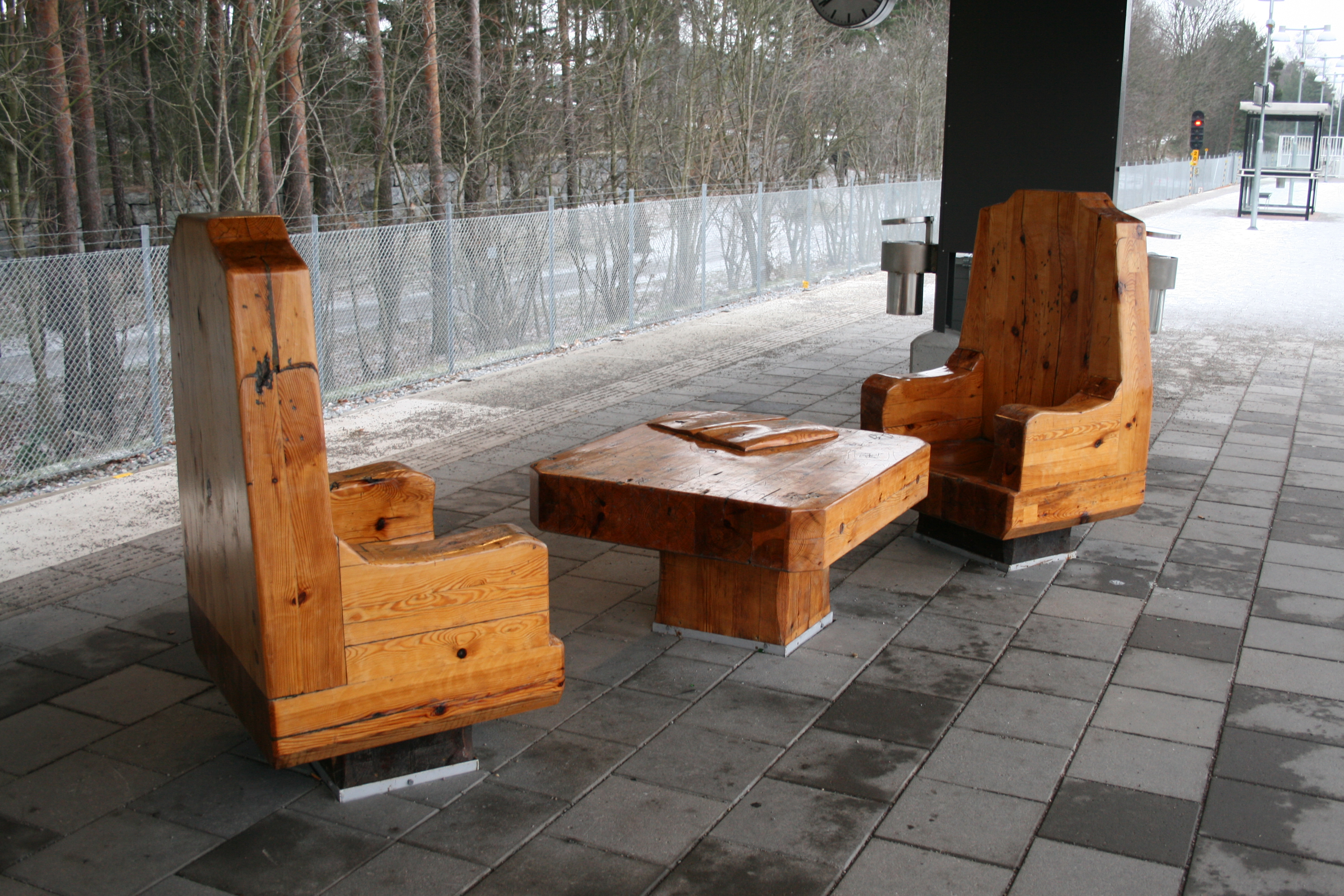
Träskulpturer av Hans Bartos.

Stationen invigdes 1 oktober 1950 och benämndes då Kyrkogården, vilket ändrades till Skogskyrkogården i november 1958. Stationen är en vanlig utomhusstation med en plattform och ingång i norr från Sockenvägen. På Sockenvägen gick tidigare spårvägslinje 8, vilken ersattes av tunnelbanan. Spårvägshallen för linje 8 låg några hundra meter längre österut utefter Sockenvägen.
På stationen finns en träskulptur av Hans Bartos från 1975.

## Galleri

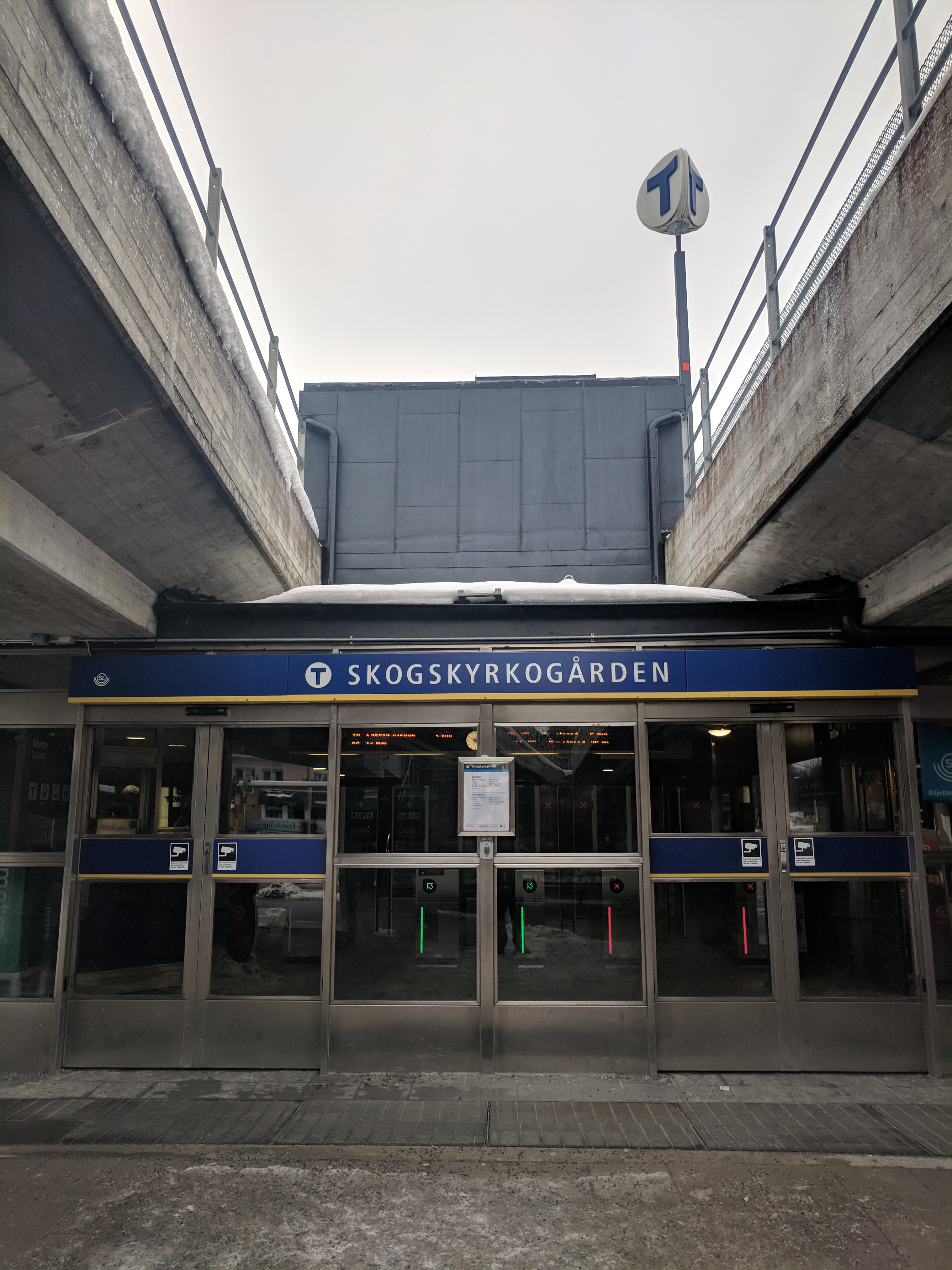
Ingången
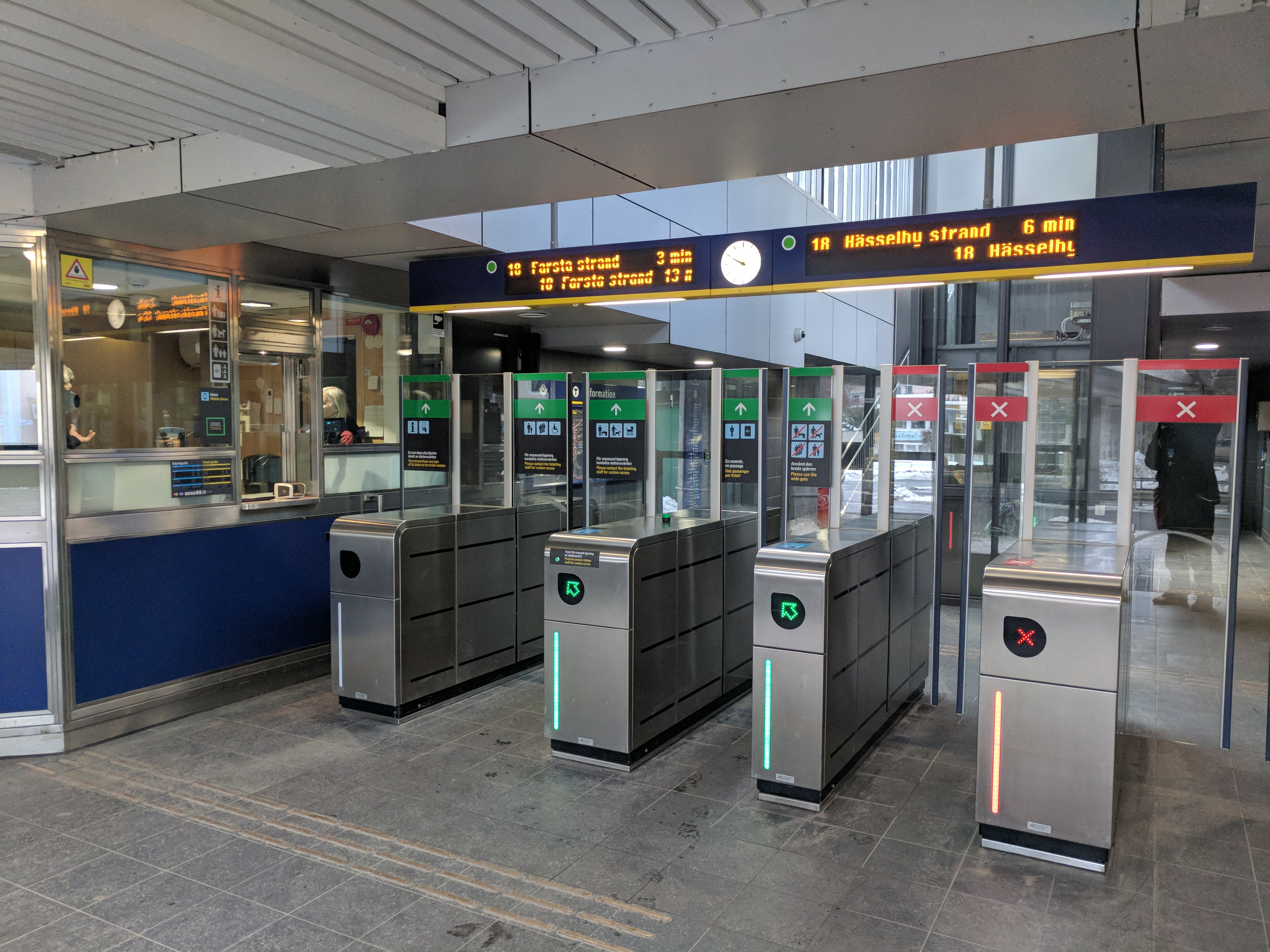
Spärren
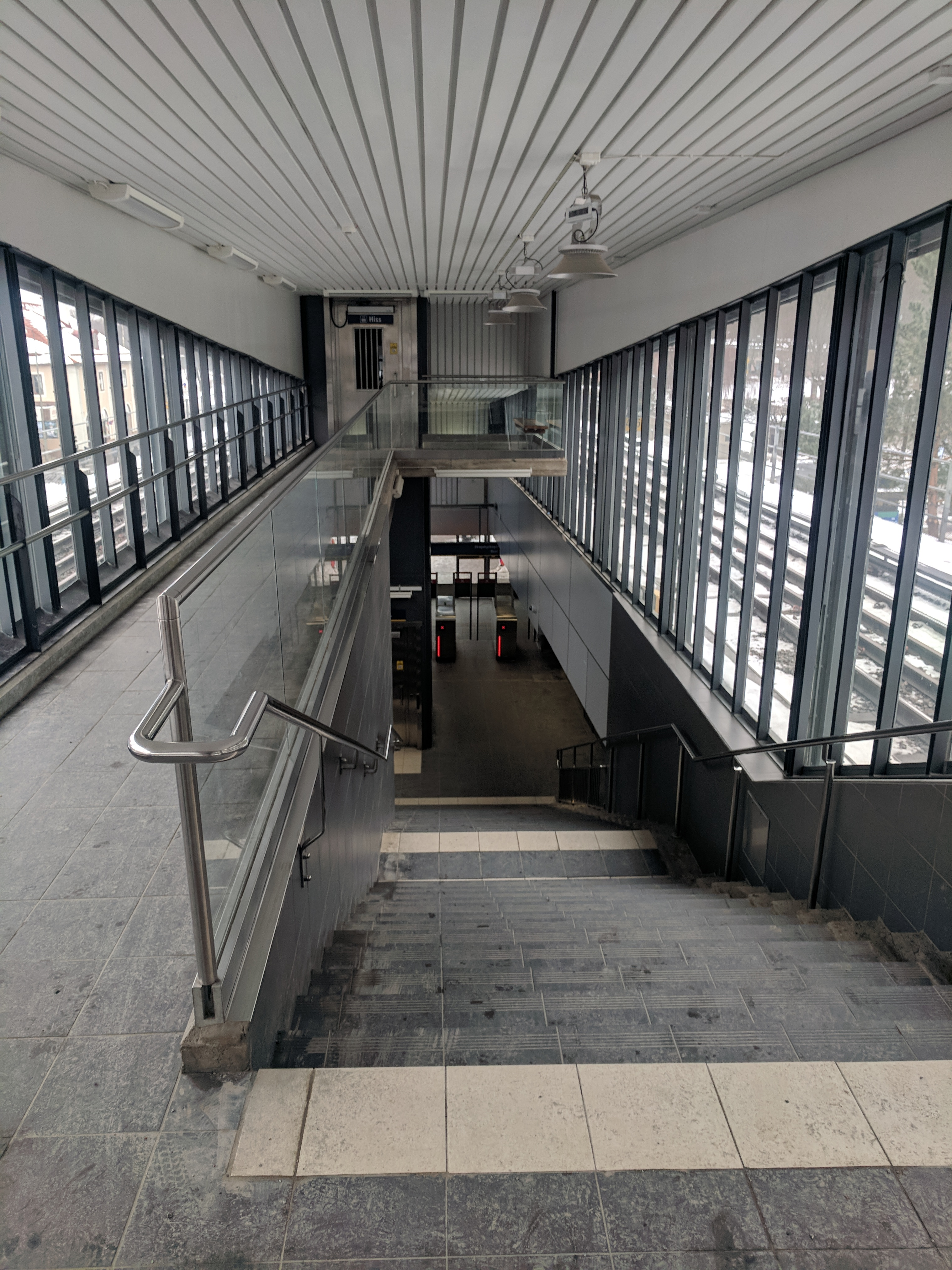
Uppgång
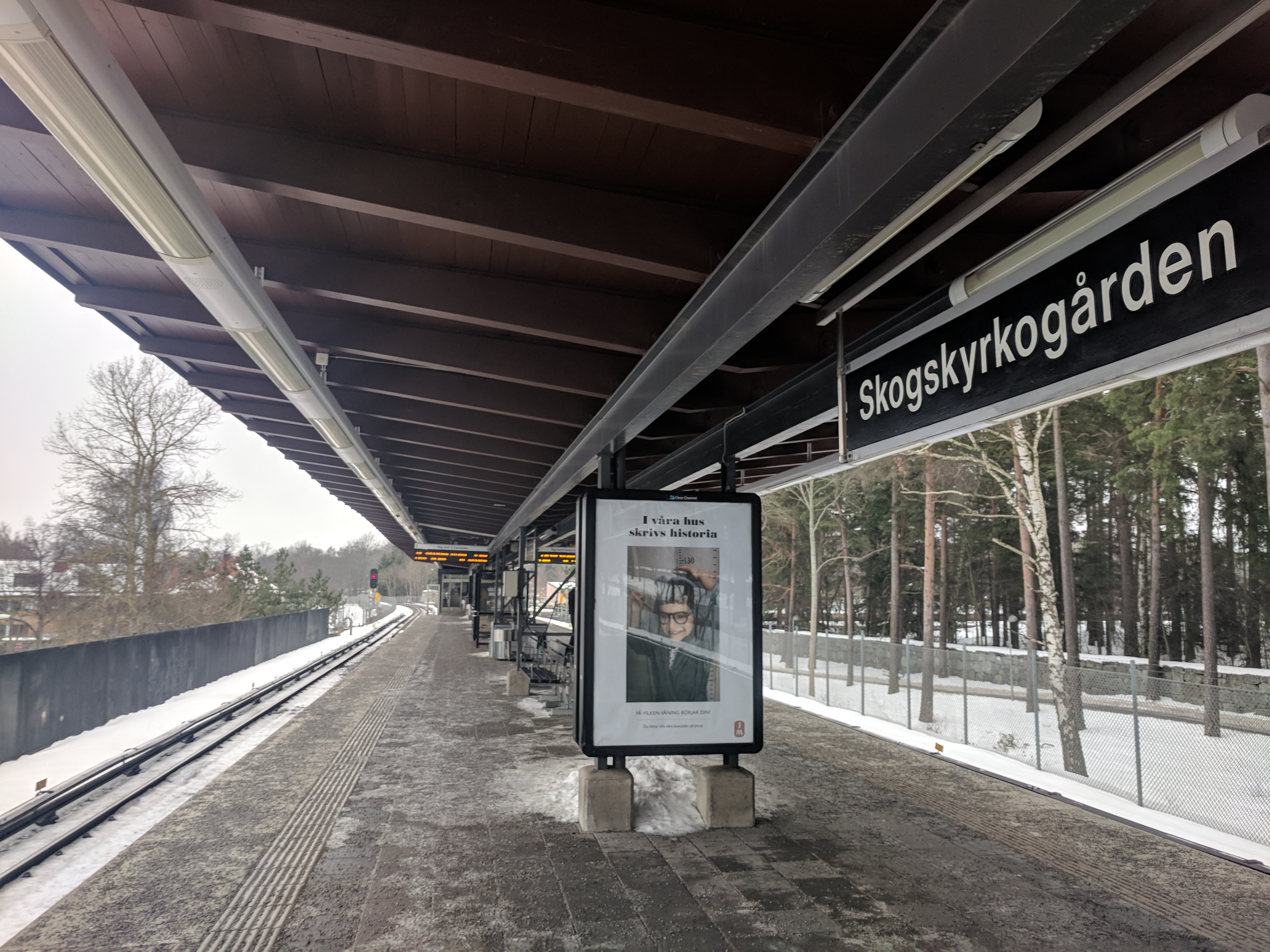
Perrongen